# Клетровые
Кле́тровые (лат. Clethraceae) — маленькое семейство растений порядка верескоцветных. Растения растут в тёплом умеренном и тропическом районах Азии и Америки, один род произрастает на острове Мадейра.

## Ботаническое описание

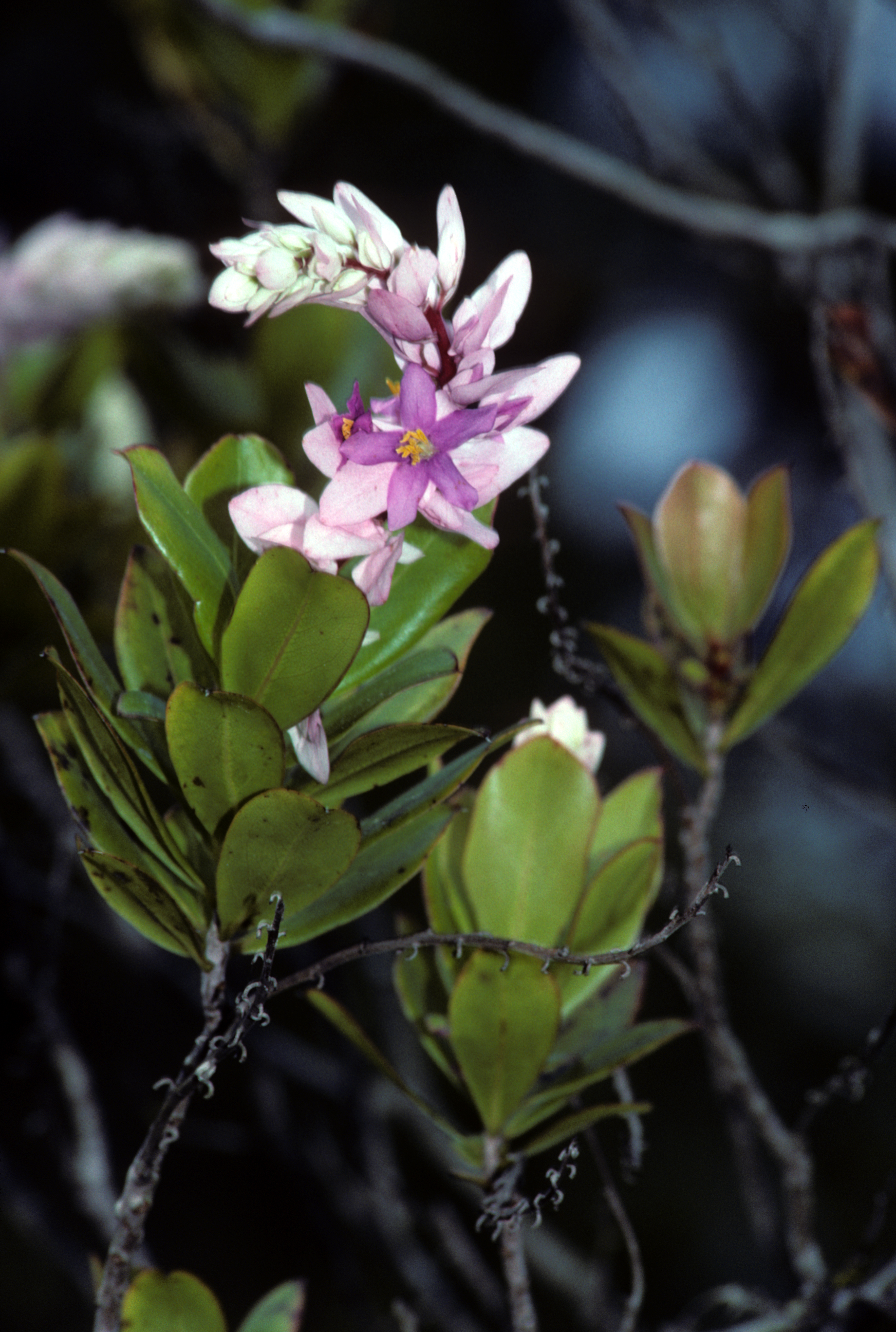

## Таксономия
Семейство состоит из двух родов: клетра и пурдия.
В прошлом, большинство ботаников к данному семейству относили только клетру, по недавние исследования показали, что род пурдия, прежде относящийся к близкородственному семейству цириллиевые, генетически более тесно связан с клетрой.